# ریچل پورتمن
ریچل پورتمن (انگلیسی: Rachel Mary Berkeley Portman؛ زادهٔ ۱۱ دسامبر ۱۹۶۰) یک آهنگساز اهل بریتانیا است. وی برنده جوایزی همچون جایزه اسکار بهترین موسیقی فیلم شده است.

## گزیدهٔ آثار
- قصه‌گو (۱۹۷۸-۱۹۷۷)
- زن سیاه‌پوش (۱۹۸۹)
- زندگی شیرین است (۱۹۹۰)
- دوستان (۱۹۹۳)
- بنی و جون (۱۹۹۳)
- نبرد تکمه‌ها (۱۹۹۴)
- به وانگ فو، با تشکر برای همه چیز! جولی نیومر (۱۹۹۵)
- دود (۱۹۹۵)
- اتاق ماروین (۱۹۹۶)
- معتاد عشق (۱۹۹۷)
- زیبایی خطرناک (۱۹۹۸)
- قوانین خانه سایدر (۱۹۹۹)
- شکارچی موش (۱۹۹۹)
- شکلات (۲۰۰۰)
- افسانه بگر ونس (۲۰۰۰)
- نیکلاس نیکلبی (۲۰۰۲)
- جنگ هارت (۲۰۰۲)
- لبخند مونا لیزا (۲۰۰۳)
- ننگ بشری (۲۰۰۳)
- کاندیدای منچوری (۲۰۰۴)
- الیور توئیست (۲۰۰۵)
- خانه‌ای روی برکه (۲۰۰۶)
- دوشس (۲۰۰۸)
- هرگز رهایم مکن (۲۰۱۰)
- یک روز (۲۰۱۱)
- بل آمی (۲۰۱۱)
- عهد (۲۰۱۲)
- طبیعت بی‌جان (۲۰۱۳)
- پردیس (۲۰۱۳)
- داستان دلفین ۲ (۲۰۱۴)
- نژاد (۲۰۱۶)